# Interstate 80 Business (Nevada–Utah)
La Interstate 80 Business o Interestatal 80 Comercio  (abreviada BL-80) es una ruta auxiliar de la autopista interestatal Interestatal 80 ubicada en los estados de Nevada y Utah. La autopista inicia en el Oeste desde la I 80  , US-Alt 93   en West Wendover hacia el Este en la I 80     cerca de Wendover. La autopista tiene una longitud de 3,6 km (2.26 mi).

## Mantenimiento
Al igual que las carreteras estatales, las carreteras interestatales, y el resto de rutas federales, la U.S. Route 80 es administrada y mantenida por el Departamento de Transporte de Utah y por la ciudad de West Wendover
.

## Cruces
La U.S. Route 80 es atravesada principalmente por la US-Alt 93     en West Wendover.